# Állatok listája neuronjaik száma szerint
Az alábbi listában különböző állatok találhatók meg, sorba rendezve az idegrendszerükben, illetve agyukban lévő neuronok száma szerint. A számok nagy része becslés, melyet az egyes állat neuronsűrűségét és agyának átlagos térfogatát összeszorozva állapítottak meg.

## Áttekintés
A neuronok (idegsejtek) az állatok idegrendszerében az információt közvetítő sejtek, melyek lehetővé teszik, hogy az állat érzékelje környezetét, és annak megfelelően viselkedjen. Nem minden állatnak vannak idegsejtjei; a korongállatkákból és a szivacsokból teljesen hiányoznak.
A neuronok kialakíthatnak nagyobb struktúrát, mint amilyen a gerincesek agya, vagy a rovarok hasdúclánca.
Az agy különböző részein a neuronok száma és sűrűsége az idegi funkciók, és így a viselkedés egyik meghatározó eleme.

## Teljes idegrendszer
| Név                                         | Neuronok az agyban/teljes idegrendszerben | Részletek                             | Kép | Forrás               |
| ------------------------------------------- | ----------------------------------------- | ------------------------------------- | --- | -------------------- |
| Szivacsok                                   | 0                                         |                                       |     | [ 1 ]                |
| Trichoplax                                  | 0                                         |                                       |     | [ 2 ]                |
| Caenorhabditis elegans (fonálféreg)         | 302                                       | ~ 7500 szinapszis                     |     | [ 3 ]                |
| Medúzák                                     | 800                                       |                                       |     | [ 4 ]                |
| Orvosi pióca                                | 10 000                                    |                                       |     | [ 5 ]                |
| Édesvízi csigák                             | 11 000                                    |                                       |     | [ 6 ]                |
| Kaliforniai tengeri nyúl                    | 18 000                                    |                                       |     | [ 7 ]                |
| Ecetmuslica                                 | 100 000                                   | ~ 107 szinapszis                      |     | [ 8 ]                |
| Zebradánió ebihal                           | 100 000                                   |                                       |     | [ 9 ]                |
| Homár (Nephropidae)                         | 100 000                                   |                                       |     | [ 10 ]               |
| Hangya                                      | 250 000                                   | fajonként változó                     |     | [ 11 ] [ 12 ]        |
| Házi méh                                    | 960 000                                   | ~ 109 szinapszis                      |     | [ 13 ]               |
| Csótány                                     | 1 000 000                                 |                                       |     | [ 14 ]               |
| Kifejlett zebradánió                        | kb.10 000 000                             | sejt (neuronok + egyebek)             |     | [ 15 ]               |
| Béka                                        | 16 000 000                                |                                       |     | [ 16 ]               |
| Cickány (Sorex fumeus)                      | 36 000 000                                |                                       |     | [ 17 ]               |
| Rövidfarkúcickány                           | 52 000 000                                |                                       |     | [ 17 ]               |
| Házi egér                                   | 71 000 000                                | ~ 1011 szinapszis                     |     | [ 18 ]               |
| Aranyhörcsög                                | 90 000 000                                |                                       |     | [ 18 ]               |
| Csillagorrú vakond                          | 131 000 000                               |                                       |     | [ 17 ]               |
| Vándorpatkány                               | 200 000 000                               | 4,48 × 1011 szinapszis                |     | [ 4 ]                |
| Csupaszfarkú vakond (Scalopus aquaticus)    | 204 000 000                               |                                       |     | [ 17 ]               |
| Tengerimalac                                | 240 000 000                               |                                       |     | [ 18 ]               |
| Közönséges mókuscickány                     | 261 000 000                               |                                       |     | [ 19 ]               |
| Polip                                       | 500 000 000                               |                                       |     | [ 20 ]               |
| Selyemmajom                                 | 636 000 000                               |                                       |     | [ 19 ]               |
| Macska                                      | 760 000 000                               | ~ 1013 szinapszis                     |     | [ 21 ]               |
| Aguti (Dasyprocta prymnolopha)              | 857 000 000                               |                                       |     | [ 18 ]               |
| Északi óriás fülesmaki (Otolemur garnettii) | 936 000 000                               |                                       |     | [ 19 ]               |
| Keleti éjimajom                             | 1,468×109                                 |                                       |     | [ 19 ]               |
| Vízidisznó                                  | 1,6×109                                   |                                       |     | [ 18 ]               |
| Közönséges mókusmajom                       | 3,246×109                                 |                                       |     | [ 19 ]               |
| Apella csuklyásmajom (Cebus apella)         | 3,691×109                                 |                                       |     | [ 19 ]               |
| Rhesusmajom                                 | 6,376×109                                 |                                       |     | [ 19 ]               |
| Ember                                       | 8,6×10                                    | átlagos felnőtt, 1014–1015 szinapszis |     | [ 22 ] [ 23 ] [ 24 ] |
| Afrikai elefánt                             | 2,67×1011                                 |                                       |     | [ 25 ] [ 26 ]        |

## Agykéreg
Ezen a listán csak emlősök szerepelnek, mert csak ők rendelkeznek agykéreggel (bár a hüllők és madarak palliumát is néha kéregként említik.)
| Név                               | Neuronok az agykéregben | Részletek | Kép | Forrás        |
| --------------------------------- | ----------------------- | --- | --- | ------------- |
| Egér                              | 4 000 000               | Genus Mus, musculus |     | [ 6 ]         |
| Patkány                           | 15 000 000 21 000 000   | Rattus nem, ismeretlen faj |     |               |
| Sün                               | 24 000 000              | Tüskés sünök alcsaládja, ismeretlen nem és faj |     | [ 27 ]        |
| Oposszum                          | 27 000 000              | Didelphidae család, ismeretlen nem és faj |     | [ 27 ]        |
| Kutya                             | 160 000 000             | Canis lupus familiaris |     | [ 6 ]         |
| Macska                            | 300 000 000             | Felis catus vagy Felis silvestris catus |     | [ 6 ]         |
| Koboldmaki                        | 310 000 000             | Tarsius nem, ismeretlen faj |     | [ 29 ]        |
| Mókusmajom                        | 430 000 000             | Saimiri nem, ismeretlen faj |     | [ 30 ]        |
| Házi sertés                       | 450 000 000             | Sus scrofa |     | [ 31 ]        |
| Mosómedve                         | 453 000 000             | |     | [ 32 ]        |
| Rhesusmajom                       | 480 000 000             | Macaca mulatta |     | [ 27 ]        |
| Csuklyásmajom                     | 600 000 000–700 000 000 | Cebus nem, ismeretlen faj |     | [ 30 ]        |
| Ló                                | 1,2×109                 | Equus ferus caballus |     | [ 17 ]        |
| Cerkóf                            | 2,5×109                 | Cercopithecus nem, ismeretlen faj |     | [ 29 ]        |
| Gorilla                           | 4,3×109                 | Gorilla nem, ismeretlen faj |     | [ 30 ]        |
| Palackorrú delfin                 | 5,8×109                 | Tursiops nem, ismeretlen faj |     | [ 17 ]        |
| Csimpánz                          | 6,2×109                 | Pan nem, ismeretlen faj |     | [ 6 ]         |
| Kis kardszárnyúdelfin             | 1,05×10                 | Pseudorca crassidens |     | [ 17 ]        |
| Afrikai elefánt                   | 1,1×10                  | Loxodonta nem, ismeretlen faj |     | [ 17 ]        |
| Barázdásbálna                     | 1,5×10                  | Balaenoptera physalus |     | [ 33 ]        |
| Ember                             | 1,9×10–2,3×10           | Átlagos felnőtt „A neocortex neuronjainak átlagos száma 19 milliárd a női, 23 milliárd a férfi agyban”                                                                             |     | [ 24 ] [ 34 ] |
| Hosszúszárnyú gömbölyűfejű-delfin | 3,72×10                 | Globicephala melas: „Első alkalommal találtuk úgy, hogy egy delfinfaj több neokortikális neuronnal rendelkezik, mint bármely más korábban vizsgált emlős, az embert is beleértve.” |     |               |

## Fordítás
- Ez a szócikk részben vagy egészben a List of animals by number of neurons című angol Wikipédia-szócikk ezen változatának fordításán alapul.  Az eredeti cikk szerkesztőit annak laptörténete sorolja fel. Ez a jelzés csupán a megfogalmazás eredetét és a szerzői jogokat jelzi, nem szolgál a cikkben szereplő információk forrásmegjelöléseként.